# Stare Miasto (Kamieniec Podolski)
Stare Miasto (ukr. Старе Місто) – najstarsza dzielnica Kamieńca Podolskiego, położona w meandrze Smotrycza, na wschód od Starego Zamku; pełni funkcje mieszkaniowo-usługowe.
Stare Miasto położone jest na półwyspie oddzielonym od pozostałych części miasta głębokim jarem Smotrycza i do 1874 połączone było jedynie mostem Tureckim ze Starym Zamkiem. Do 1790 Kamieniec był podzielony na trzy dzielnice: polską, ruską i ormiańską, z których każda posiadała własny samorząd.
Kamieniec lokowany był na prawie magdeburskim w 1374 przez księcia podolskiego Jerzego Koriatowicza. Wytyczono wtedy Rynek Polski, w 1375 w narożu rynku wzniesiono drewniany kościół (późniejszą katedrę Świętych Apostołów Piotra i Pawła). Na północnym skraju miasta wykształcił się Rynek Ruski, na południe od Rynku Polskiego powstał Rynek Ormiański.
W latach 1941–1943 na Starym Mieście istniało getto kamienieckie (niem. Ghetto Kamenez-Podolsk).